# 2023年世界水泳選手権マーシャル諸島選手団
2023年世界水泳選手権マーシャル諸島選手団は、2023年7月14日から7月30日まで日本の福岡で開催された第20回世界水泳選手権のマーシャル諸島選手団、およびその競技結果。

## 選手団
- 人員: 選手 2人

## 選手名簿・結果
| 選手               | 種目           | 予選      | 予選  | 準決勝   | 準決勝   | 決勝     | 決勝     |
| 選手               | 種目           | 結果      | 順位  | 結果     | 順位     | 結果     | 順位     |
| ------------------ | -------------- | --------- | ----- | -------- | -------- | -------- | -------- |
| フィリップ・キノノ | 男子50m自由形  | 27秒72    | 104位 | 予選敗退 | 予選敗退 | 予選敗退 | 予選敗退 |
| フィリップ・キノノ | 男子100m自由形 | 1分03秒13 | 112位 | 予選敗退 | 予選敗退 | 予選敗退 | 予選敗退 |
| ケイラ・ヘプラー   | 女子100m自由形 | 1分09秒01 | 72位  | 予選敗退 | 予選敗退 | 予選敗退 | 予選敗退 |
| ケイラ・ヘプラー   | 女子50m背泳ぎ  | 34秒73    | 56位  | 予選敗退 | 予選敗退 | 予選敗退 | 予選敗退 |